# RealMedia
RealMedia es un término que se utilizar para hacer referencia a los formatos de archivo y los clientes y servidores relacionados de su creador, RealNetworks.
RealMedia hace especialmente referencia al formato de audio RealAudio y al de vídeo RealVideo. 

## Utilización
RealMedia se utiliza sobre todo como formato de calidad para visualizar (browse quality format). Ejemplo de su uso son las radios web, que emiten en formato RealAudio, así como las denominadas pruebas de vídeo y audio en Internet. 
Los formatos RealMedia son de especial importancia en sitios con oferta streaming en Internet. Se pueden crear streams por medio de los protocolos RTSP, RTP, PNM, HTTP y UDP de diferentes versiones del mismo contenido que el usuario puede elegir, según la calidad de la conexión de Internet (LAN, DSL oder ISDN) por medio de un proceso denominado SureStream. 
Los archivos RealMedia tienen la extensión .ra para audio, .rv, .rm y .rmvb para vídeo, .ram y .rpm como metaformato de archivo, es decir, archivos que referencia a un archivo multimedia. 
Algunas de las alternativas de RealMedia son Quicktime de Apple y Windows Media de Microsoft.